# Mar Solís
Mar Solís   (Madrid, 1967) és una artista espanyola especialitzada en escultura.
Va estudiar Belles arts a la Universitat Complutense de Madrid, i una vegada llicenciada va començar a exposar la seva obra, tant en mostres individuals com en col·lectives.
Entre els seus projectes podem destacar:
- “la Línia, la Corba, l'El·lipse”, Institut Valencià d'Art Modern (IVAM). Recollia obres realitzades entre els anys 2009 i 2012, totes elles de fusta, amb les quals tractava d'investigar el volum;[4]
- “The Tale of unknowing Island”, Frost Art Museum, Miami;
- “Trobades a l'Espai”, Museu d'Art Contemporani Eduardo Sívori, Buenos Aires;
- “Quaderns de Viatge Madrid - Damasc”. Institut Cervantes de Damasc, Síria, en els quals L'artista resumeix les seves experiències i reflexions en els recorreguts per ciutats com París, Londres o Damasc, o països com Argentina o el Marroc;[4]
- “Els Vèrtexs de la Vibració”, Fira d'art contemporani Arc’09, stand d'El Mundo;
- “El Cel Obert”, Museu Barjola de Gijón, Astúries;
- “Racons Escollits”, Palacio de Pimentel, Valladolid.

També hi ha part de la seva obra en exposició permanent com la que pot contemplar-se en:
- Fundació Alberto Jiménez de Arellano Alonso,
- Institut Valencià d'Art Modern IVAM,
- Ajuntament de Madrid,
- Comunitat de Madrid,
- Ministeri de Medi ambient i
- Museu Tiflológico.

És una artista reconeguda tal com posa de manifest els premis que ha rebut, tals com:
- Primer Premi d'Escultura d'Art Caja Madrid “Generació 2003”.
- Premio “Ull crític-Segon Mil·lenni” d'Arts Plàstiques Ràdio Nacional d'Espanya.
- Primer Premi del concurs Internacional d'Escultura Caixa d'Extremadura.
- Primer Premi d'Escultura “Mariano Benlliure” Vila de Madrid

També poden veure's algunes obres seves formant part de les escultures urbanes de certes ciutats tant a Espanya, en Navalcarnero, on pot veure's una escultura seva al Parc dels Charcones; en Navacerrada on hi ha una obra seva a la Casa de la cultura; a l'Ajuntament de Ceutí (Múrcia); com a l'estranger on destaquen a Lapònia el Parc d'Escultura a l'aire lliure Kasklauttanen; o el Parc d'Escultura a l'aire lliure Kyonggido, a Corea del Sud.